# 梁安国
梁安国，安定烏氏（今宁夏固原市东南）人，東漢官員。
梁棠死后，梁安国接替他的封号东汉乐平侯。延光年间（122—125年）担任侍中（管理宫门内外众务），因受外戚排挤，被免职罢官。